# Albuca goswinii
Albuca goswinii är en sparrisväxtart som beskrevs av U.Müll.-doblies. Albuca goswinii ingår i släktet Albuca och familjen sparrisväxter. Inga underarter finns listade i Catalogue of Life.